# Danish Bike Award
Danish Bike Award var en årlig prisuddeling, der fandt sted fra 2009 til 2019. Formålet var at hylde og fejre cykelsporten i Danmark.
Det sidste prisuddeling fandt sted 15. november 2019 i Ballerup Super Arena. Grunden til ophør var ifølge arrangør CEC Event manglende opbakning fra eliten og sponsorer.

## Prisvindere

### 2019
- Årets landevejsrytter (herrer) – Jakob Fuglsang
- Årets landevejsrytter (kvinder) – Cecilie Uttrup Ludwig
- Årets banerytter – Lasse Norman Hansen
- Årets enkeltstartsrytter – Kasper Asgreen
- Årets crossrytter – Joshua Gudnitz
- Årets MTB-rytter – Sebastian Fini
- Årets cykelevent – VM i cykelcross i Bogense
- Årets klub – HMIF Haderslev MTB
- Årets talent – Mie Saabye
- Årets profil – Mads Pedersen
- Årets hjælperytter – Michael Mørkøv[2]

### 2018
- Årets landevejsrytter (herrer) – Michael Valgren
- Årets landevejsrytter (kvinder) – Amalie Dideriksen
- Årets banerytter – Julie Leth og Amalie Dideriksen
- Årets enkeltstartsrytter – Mikkel Bjerg
- Årets crossrytter – Sebastian Fini
- Årets MTB-rytter – Annika Langvad
- Årets cykelevent – MTB Bissen
- Årets klub – Holbæk Cykelsport
- Årets talent – Mikkel Bjerg
- Årets profil – Michael Valgren
- Årets fighter – Christian Juul Andreasen[3]